# Стоун Таун
Стоун Таун (преведено Камени Град, познатији као Ми Монгве) део је града Занзибара у данашњој Танзанији. Стоун Таун се налази на западној обали Унгуџе, главног острва архипелага Занзибар. Бивши је главни град Занзибарског султаната и процветавајући центар трговине зачина, као и робовске трговине у 19. веку. Задржао је свој значај као главни град Занзибара током периода британског протектората. Када су се Тангањика и Занзибар придружили да би формирали Уједињену Републику Танзанију, Занзибар је задржао полуаутономни статус, а Стоун Таун место локалне самоуправе. Стоун Таун је град истакнуте историјске и уметничке важности у источној Африци. Његова архитектура, која се углавном датира из 19. века, одражава разноврсне утицаје у основи свахилске културе, дајући јединствену мешавину арапских, персијских, индијских и европских елемената.
Због своје разноликости што се тиче култура и очуваних старих грађевина и културолошког значаја Стоун Таун је 2000. године стављен на УНЕСКО листу заштићених области у области културе.

## Преглед
„Срце” Стоун Тауна углавном се састоји од лавиринта уских улица обложених кућама, продавницама, базарима и џамијама. Пошто је већина улица сувише уска за аутомобиле, град је преполовљен бицикловима и мотоциклима. На приморју се налазе шире улице и веће, редно постављене зграде. Архитектура Стоун Таун има бројне карактеристичне особине, као резултат арапских, персијских, индијских, европских и афричких традиција које се мешају заједно. Назив Камени град долази од свеприсутне употребе коралног камена као главног грађевинског материјала; овај камен даје граду карактеристичној, црвенкастој топлој боји. Традиционалне зграде имају баразу, дугу камену клупу дуж спољашњих зидова; ово се користи као повишени тротоар ако киша чини улице неупотребљивим или на други начин као клупе за седење, одмор, дружење. Још једна кључна карактеристика већине зграда је велика веранда заштићена резбареним дрвеним балустрадама. Најпознатија карактеристика кућа Занзибара су фино украшена дрвена врата, са богатим резбаријама и бас-рељефима, понекад са великим ланцима од индијске традиције. Могу се разликовати две врсте врата: индијски стил, који има заобљене врхове, док су они у арапском стилу Омани правоугаони. Резбарије су често исламске по садржају (на пример, многи се састоје од стихова из Курана), али се повремено користи друга симболика. Осим што има занимљиве архитектонске карактеристике у већини својих кућа, Стоун Таун је обележен великим историјским зградама, од којих се неколико налази на самој обали мора; ово укључује бивше палате султана, утврђења, цркве, џамије и друге институционалне зграде.

## Историја
[[]] Килвански Султанат 1503

 од Португалије царство 1503–1698

 Омански султанат 1698–1856

 Занзибарски султанат 1856–1890

 Британско царство 1890–1963

 Република Занзибар 1964-1964

 Танзанија 1964–данас

### Средњи век
Грчко-римски текст између 1. и 3. века, Периплус Еритрена, спомиње острво Менутијас (старогрчки: Μενουθιας), што је вероватно Унгуџа. Занзибар, као оближња обала, насељавали су Банту-говорници почетком првог миленијума. Археолошка налазишта на Фукуцханију, на северозападној обали Занзибара, указују на настањену пољопривредну и риболовну заједницу најкасније до 6. века. На знатној количини откривеног дуба указано је да су на лицу места пронађене дрвене зграде, као и шкољке, брушене брушење и гвожђа. Постоје докази о ограниченом ангажману у трговини на даљину: откривена је мала количина увозне керамике, мање од 1% укупних потраживања керамике, углавном из Залива и од 5. до 8. века. Сличност са савременим локацијама као што су Мкокотони и Дар ес Салаам указују на јединствену групу заједница која се развила у први центар приобалне поморске културе. Природни градови, укључујући и оне на Занзибару, изгледа да су се бавили трговином у Индијском океану у овом раном периоду. Трговина је убрзано порасла у значају и количини која је почела средином 8. века, а до краја 10. века Занзибар је био један од централних свахилских трговачких градова.

### Омански Султанат
Стоун Таун се налази дуж природне луке и први Европљани који су стали на острво Занзибар били су португалци. Португалци су владали острвом више од 2 века и почео је саградити прву камену структуру Стоун Таун, Стари град. Међутим, крајем 17. века султанат Оман преузео је острво и завршио форт у циљу спречавања будућих напада. Прве камене куће у Стоун Тауну највероватније су почеле да се граде тридесетих година прошлог века, постепено замењујући раније рибарско село око Старог града. У време када је Султанат Омана контролисао Занзибарски архипелаг, Момбаса и обалу Свахилија. Године 1840. Султан Саид бин Султан преселио је своје седиште из Муската, Омана у Стоун Таун, који је тиме ступио у доба брзог развоја као нова престоница Султаната Омана и Занзибара. Са Британцима који су забранили трговину робљем у Индијском океану, судбина султаната се срушила. Економија Муската била је у великој мери, а многи Омани су се преселили у Занзибар. Повећање арапског становништва на острву олакшало је даљи раст, а више зграда почело је да се развија у граду. Осим тога, изграђене су и велике краљевске структуре попут куће чуда и султанске палате. 1861. године, као последица сукцесивног сукоба у краљевској породици Омани, Занзибар и Оман су одвојени, 4 са Занзибаром постајући независни султанат под Султаном Мајид бин Саидом. Султан из Занзибара подстакао је имиграцију страних трговаца који су постали врло богати и настањени у граду који су донели различитост архитектури градова.

### Колонијална контрола
Последњих деценија века, султанци из Занзибара постепено су изгубили имовину у целој источној Африци од Немачког царства и Уједињеног Краљевства. Године 1890, са уговором Хелголанд-Занзибар, Занзибар је постао британски протекторат. Године 1896. изненадна побуна Занзибаријевог Оманиса против британске владавине довела је до Англо-Занзибарског рата, који се памти као најкраћи рат у историји: Султан се предао након 45 минута поморског бомбардовања Стоун Таун краљевској морнарици. Током периода британске заштите, Султан је и даље задржао неку моћ, а Стоун Таун је остао релативно важан трговачки центар за неформалну трговину. Иако је град раније имао малу железницу, Британци су изградили железницу од града до Бубубу села. Британци нису финансирали значајне развоје у граду и дозволили су султану да управља пословима острва из каменог града. Британци су дали привилегије Момбаси и Дар ес Салаам као своје трговачке станице у Источној Африци.

### Револуција Занзибара
Године 1964, Стоун Таун је био позориште Занзибарске револуције која је проузроковала уклањање султана и рођење социјалистичке владе коју води Афро-Сирази странка (АСП). Преко 20.000 људи је погинуло, а избеглице, посебно Арапи и Индијанци, побегле су на острву као последица револуције. Арапи и Индијанци су оставили иза себе све што су имали и АСП је брзо окупирао старе домове и претворио их у јавне зграде. Године 1964. када су Тангањика и Занзибар заједно чинили Танзанију, Стоун Таун је задржао своју улогу главног и владиног седишта за Занзибар, који је проглашен за полуаутономни део нове нације.

## Географија
Стоун Таун се налази грубо усред западне обале Унгује, на малом просперитету који пролази кроз канал Занзибар. Најближе насеље на танзанијској обали, насупрот Стоун Тауну, је Багамоио (на југозападу). Стоун Таун је део града Занзибара, који такође обухвата „Нови град” Нг'амбоа („друга страна”), који се углавном протеже у унутрашњости Унгује на југоистоку. Идеална линија раздвајања између Стоун Таун и Ниг'амбо је Крик Роуд.

## Демографија
| Година | Популација |
| ------ | ---------- |
| 1870   | 10.043     |
| 1948   | 16.698     |
| 1958   | 18.179     |
| 1978   | 17.143     |
| 1988   | 16.003     |
| 2002   | 15.691     |
| 2008   | 15.991     |
| 2011   | 16.153     |
| 2017   | 17.107     |

## Транспорт
Улице у Стоун Тауну су веома уске и готово да се стичу било где у граду, морају се обавити пешке. Уске улице обезбеђују сенку и готово све је доступно из града. Међутим, на благо ширим путевима историјски бицикли и сада недавно моторни циклуси се користе за превоз људи и робе. Град је доступан из Занзибара и остатка региона кроз три могућа пристаништа. Главни облик јавног превоза у Занзибару су даладала - минибус такси; а главна станица се налази на пијаци Дарајани. Даладалас повезује Стоун Таун са неколико острвских локација као што је Бубубу (село северно од Стоун Таун), аеродром, стадион Аман, Јангомбе и Магомени. За дуже излете доступни су „мабаси” (свахили за „аутобус”, појединачни „баси”), који су камиони прилагођени за превоз путника. Главна станица мабасија је такође близу пијаце и мабаси мрежа се протеже на целом острву и најјефтинији је облик превоза на даљину.

## Клима
Стоун Таун заједно са читавим архипелагом Занзибар поседује сличну климу током целе године. Острво има топло тропско време током целе године, а најтоплији месеци су у фебруару и марту, а најхладнији месеци су јули и август. Током већег дела године долази до значајних падавина са дугом сезоном кише од марта до маја и краће сезоне кише од новембра до децембра. Мање суве сезоне се дешавају у периоду од децембра до фебруара и маја-августа и последично је врхунац туристичке сезоне због плажног туризма на острву.
| Клима Стоун Таун (Камени Град) | Клима Стоун Таун (Камени Град) | Клима Стоун Таун (Камени Град) | Клима Стоун Таун (Камени Град) | Клима Стоун Таун (Камени Град) | Клима Стоун Таун (Камени Град) | Клима Стоун Таун (Камени Град) | Клима Стоун Таун (Камени Град) | Клима Стоун Таун (Камени Град) | Клима Стоун Таун (Камени Град) | Клима Стоун Таун (Камени Град) | Клима Стоун Таун (Камени Град) | Клима Стоун Таун (Камени Град) | Клима Стоун Таун (Камени Град) |
| Показатељ \ Месец              | .Јан.                          | .Феб.                          | .Мар.                          | .Апр.                          | .Мај.                          | .Јун.                          | .Јул.                          | .Авг.                          | .Сеп.                          | .Окт.                          | .Нов.                          | .Дец.                          | .Год.                          |
| ------------------------------ | ------------------------------ | ------------------------------ | ------------------------------ | ------------------------------ | ------------------------------ | ------------------------------ | ------------------------------ | ------------------------------ | ------------------------------ | ------------------------------ | ------------------------------ | ------------------------------ | ------------------------------ |
| Апсолутни максимум, °C (°F)    | 35 (95)                        | 38 (100)                       | 38 (100)                       | 34 (93)                        | 33 (91)                        | 32 (90)                        | 31 (88)                        | 31 (88)                        | 32 (90)                        | 32 (90)                        | 36 (97)                        | 34 (93)                        | 38 (100)                       |
| Максимум, °C (°F)              | 32 (90)                        | 32 (90)                        | 32 (90)                        | 31 (88)                        | 30 (86)                        | 29 (84)                        | 29 (84)                        | 29 (84)                        | 30 (86)                        | 31 (88)                        | 31 (88)                        | 32 (90)                        | 30,7 (87,3)                    |
| Минимум, °C (°F)               | 24 (75)                        | 24 (75)                        | 25 (77)                        | 25 (77)                        | 23 (73)                        | 23 (73)                        | 22 (72)                        | 22 (72)                        | 22 (72)                        | 22 (72)                        | 23 (73)                        | 24 (75)                        | 23,3 (73,8)                    |
| Апсолутни минимум, °C (°F)     | 18 (64)                        | 22 (72)                        | 16 (61)                        | 19 (66)                        | 18 (64)                        | 19 (66)                        | 18 (64)                        | 18 (64)                        | 14 (57)                        | 14 (57)                        | 15 (59)                        | 16 (61)                        | 14 (57)                        |
| Количина падавина, cm (in)     | 5,37 (2,114)                   | 5,39 (2,122)                   | 11,6 (4,57)                    | 17,86 (7,031)                  | 13,18 (5,189)                  | 3,53 (1,39)                    | 2,95 (1,161)                   | 2,39 (0,941)                   | 1,48 (0,583)                   | 5,2 (2,05)                     | 7,59 (2,988)                   | 8,09 (3,185)                   | 84,63 (33,324)                 |
| Дани са падавинама             | 5                              | 5                              | 8                              | 11                             | 10                             | 4                              | 2                              | 2                              | 3                              | 4                              | 9                              | 8                              | 71                             |
| Извор: MSN Weather             |                                |                                |                                |                                |                                |                                |                                |                                |                                |                                |                                |                                |                                |

## Галерија
- Родна Кућа Фредија Меркјурија
- Улица
- Улица
- Сант Џосефова Катедрала, Занзибар
- Традиционална Врата
- Споменик робовима
- Град
- Традиционална врата
- Традиционална врата
- Англиканска црква
- Сувенири
- Кула
- Афричке маске сувенири